# Leioproctus xanthozoster
Leioproctus xanthozoster är en biart som beskrevs av Maynard 1997. Leioproctus xanthozoster ingår i släktet Leioproctus och familjen korttungebin. Inga underarter finns listade i Catalogue of Life.